# Tony Jackson (baloncestista de 1958)
Anthony Eugene "Tony" Jackson (nacido el 17 de enero de 1958 en Lexington, Kentucky) es un exjugador de baloncesto estadounidense que disputó una temporada en la NBA. Con 1,83 metros de estatura, lo hacía en la posición de base.

## Trayectoria deportiva

### Universidad
Jugó durante cuatro temporadas con los Seminoles de la Universidad Estatal de Florida, en las que promedió 5,8 puntos, 5,2 asistencias y 2,2 rebotes por partido. En 1979 fue incluido en el segundo mejor quinteto de la Metro Conference, liderando las temporadas anterior y posterior la conferencia en asistencias.

### Profesional
Fue elegido en la octogésimo séptima posición del Draft de la NBA de 1980 por Los Angeles Lakers, con los que jugó únicamente dos partidos, en los que consiguió dos puntos.

## Estadísticas de su carrera en la NBA

### Temporada regular
| Temp.   | Edad | Equipo      | Liga | Pos. | P | TIT | MIN | TC  | TCA | %TC  | 3P  | 3PA | %3P | 2P  | 2PA | %2P  | TL  | TLA | %TL | R.OF. | R.DEF. | REB | ASIS | ROB | TAP | PER | FP  | PTS |
| 1980-81 | 23   | L.A. Lakers | NBA  | PG   | 2 |     | 7.0 | 0.5 | 1.5 | .333 | 0.0 | 0.0 |     | 0.5 | 1.5 | .333 | 0.0 | 0.0 |     | 0.0   | 1.0    | 1.0 | 1.0  | 1.0 | 0.0 | 0.0 | 0.5 | 1.0 |
| Total   |      |             | NBA  |      | 2 |     | 7.0 | 0.5 | 1.5 | .333 | 0.0 | 0.0 |     | 0.5 | 1.5 | .333 | 0.0 | 0.0 |     | 0.0   | 1.0    | 1.0 | 1.0  | 1.0 | 0.0 | 0.0 | 0.5 | 1.0 |